# 马尔博斯克
马尔博斯克（法語：Malbosc，法語發音：[malbɔsk]）是法国阿尔代什省的一个市镇，属于拉让蒂耶尔区。

## 地理
马尔博斯克（44°20'45"N, 4°4'22"E）面积21.43 平方千米，位于法国奥弗涅-罗讷-阿尔卑斯大区阿尔代什省，该省份为法国东南部内陆省份，北起顺时针与卢瓦尔省、伊泽尔省、德龙省、沃克吕兹省、加尔省、洛泽尔省和上盧瓦爾省接壤。
与马尔博斯克接壤的市镇（或旧市镇、城区）包括：巴讷、莱旺斯、欧雅克、博讷沃、博尔德扎克、尚邦、佩尔马勒、塞内沙斯。

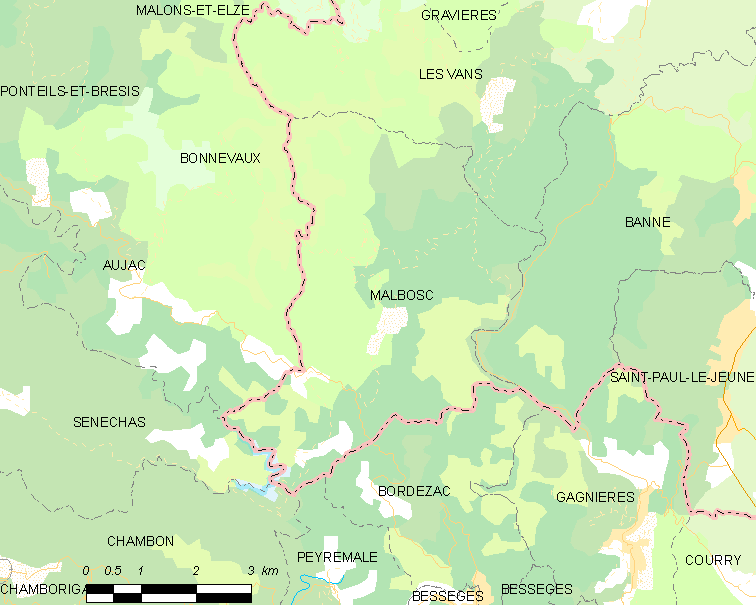
马尔博斯克的OSM定位图

马尔博斯克的时区为UTC+01:00、UTC+02:00（夏令时）。

## 行政
马尔博斯克的邮政编码为07140，INSEE市镇编码为07148。

## 政治
马尔博斯克所属的省级选区为阿尔代什塞文县。

## 人口

1962-2008年间马尔博斯克人口变化图示

马尔博斯克于2022年1月1日时的人口数量为146人。